# Snoeischaar

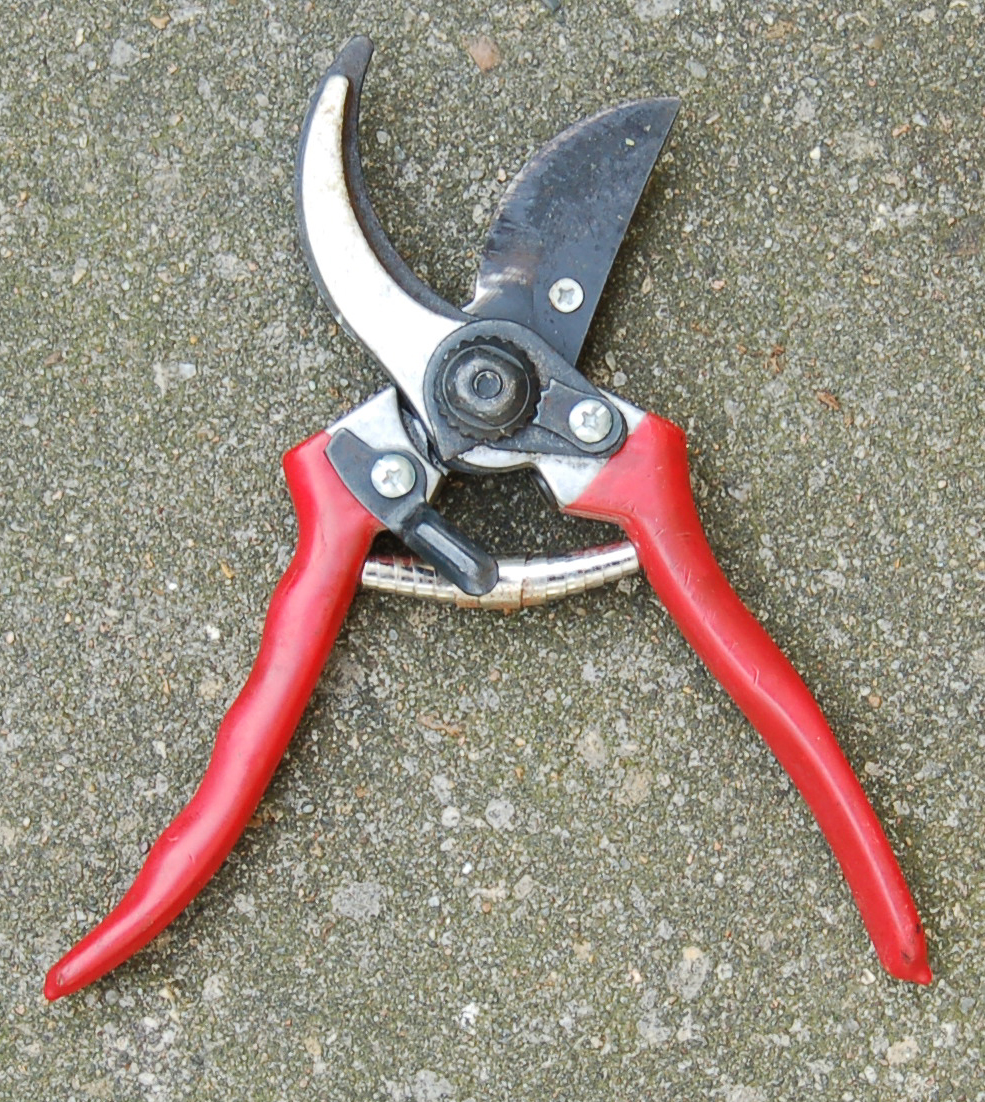
Open snoeischaar

Een snoeischaar is een stevige schaar waarmee dunne takjes en bladeren geknipt kunnen worden. 
Er zijn twee type scharen te onderscheiden, een waarbij de messen langs elkaar bewegen en het tweede type waarbij het bovenste scherpe mes op een aambeeld komt. Het eerste type is het meest geschikt voor jong hout en de tweede voor dorre en kleinere takken.
Een snoeischaar wordt gebruikt om een heg of een struik te onderhouden (snoeien), zodat deze in de gewenste vorm kan worden gebracht, en niet te groot wordt en andere planten gaat overwoekeren. Ook voor jonge, dunne boomtakken is een snoeischaar bruikbaar. Voor dikkere takken gebruikt men een takkenschaar of takkenzaag.
In de fruitteelt worden pneumatische snoeischaren gebruikt.
Snoeischaren hebben korte handvatten en worden met één hand bediend. De schaar heeft een boven- en een ondermes. Alleen het bovenmes is scherp geslepen. Dit mes moet, om goed te kunnen knippen, zonder te veel speling precies langs het ondermes snijden. De messen kunnen worden ingesteld door middel van een bout of stelring. Na elke knipbeweging zorgt een veer tussen de handvatten ervoor dat de schaar zich weer opent wanneer men ophoudt de handvatten samen te knijpen. Wanneer de snoeischaar niet gebruikt wordt, kan zij gesloten worden gehouden met een veiligheidsvergrendeling of een ringvormige beugel die de handvatten bij elkaar houdt. Er zijn snoeischaren voor links- en rechtshandigen.

## Bouw

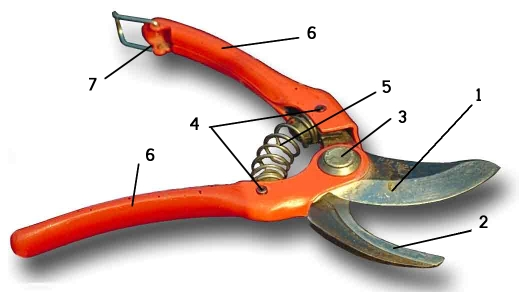
Onderdelen van een snoeischaar. 1 bovenmes, 2 ondermes, 3 draaipunt, 4 veerbevestiging, 5 veer, 6 handvat, 7 buitenbeugel om de schaar gesloten te houden